# Aigle de fer (série de films)
Pour le premier film de la série, voir Aigle de fer.
Aigle de fer (Iron Eagle) est une série de films d'action américano-israélo-canado-britannique débutée en 1986.

## Fiche technique
Sauf indication contraire, les informations mentionnées dans cette section peuvent être confirmées par la base de données cinématographiques IMDb,  présente dans la section « Liens externes ».
|                                | Aigle de fer (1986) | L'Aigle de fer 2 (1988)                                                     | Aigle de fer 3 (1992)           | Aigle de fer 4 (1995)       |
| ------------------------------ | ------------------- | --------------------------------------------------------------------------- | ------------------------------- | --------------------------- |
| Titre québécois (si différent) |                     | L'Aigle de fer II                                                           | L'Attaque des aigles de fer III |                             |
| Titre original                 | Iron Eagle          | Iron Eagle II                                                               | Aces: Iron Eagle III            | Iron Eagle on the Attack    |
| Réalisateurs                   | Sidney J. Furie     | Sidney J. Furie                                                             | John Glen                       | Sidney J. Furie             |
| Scénaristes                    | Sidney J. Furie     | Sidney J. Furie                                                             |                                 | Michael Stokes              |
| Scénaristes                    | Kevin Elders        | Kevin Elders                                                                | Kevin Elders                    | Joel Chernoff (non crédité) |
| Montage                        | George Grenville    | Rit Wallis                                                                  | Bernard Gribble                 | Jeff Warren                 |
| Musique                        | Basil Poledouris    | Amin Bhatia                                                                 | Harry Manfredini                | Paul Zaza                   |
| Photographie                   | Adam Greenberg      | Alain Dostie                                                                | Alec Mills                      | Curtis Petersen             |
| Sociétés de production         | TriStar             | Carolco Pictures                                                            | Carolco Pictures                | Trimark Pictures            |
| Sociétés de production         | Delphi Films        | Alliance Entertainment                                                      | Seven Arts Productions          | Norstar Entertainment       |
| Sociétés de production         | Falcon's Flight     | Canadian Entertainment Investors Number One and Company Limited Partnership | Aces Eagles Productions         |                             |
| Sociétés de production         |                     | Harkot Productions                                                          | Ron Samuels Entertainment       |                             |
| Société de distribution        | TriStar             | TriStar                                                                     | Seven Arts New Line Cinema      | Trimark Pictures            |
| Sortie                         | 17 janvier 1986     | 11 novembre 1988                                                            | 12 juin 1992                    | 18 février 1996 (TV)        |
| Sortie                         | 28 mai 1986         | 15 février 1989                                                             | 22 juillet 1992                 | 6 février 2002 (DVD)        |
| Durée                          | 117 minutes         | 105 minutes                                                                 | 98 minutes                      | 96 minutes                  |
| Budget                         | 18 000 000 $        | n/a                                                                         | n/a                             | n/a                         |
| Genres                         | action, thriller    | action, thriller                                                            | action, thriller                | action, thriller            |
| Pays d'origine                 | États-Unis          |                                                                             | États-Unis                      |                             |
| Pays d'origine                 | Canada              | Canada                                                                      | Royaume-Uni                     | Canada                      |
| Pays d'origine                 | Israël              |                                                                             |                                 |                             |

## Distribution
| Personnages                 | Films               | Films                   | Films                 | Films                 |
| Personnages                 | Aigle de fer (1986) | L'Aigle de fer 2 (1988) | Aigle de fer 3 (1992) | Aigle de fer 4 (1995) |
| --------------------------- | ------------------- | ----------------------- | --------------------- | --------------------- |
| Charles « Chappy » Sinclair | Louis Gossett Jr.   | Louis Gossett Jr.       | Louis Gossett Jr.     | Louis Gossett Jr.     |
| Doug Masters                | Jason Gedrick       | Jason Gedrick           |                       | Jason Cadieux         |
| colonel Akir Nakesh         | David Suchet        |                         |                       |                       |
| Reggie                      | Larry B. Scott      |                         |                       |                       |
| colonel Ted Masters         | Tim Thomerson       |                         |                       |                       |
| capitaine Matt Cooper       |                     | Mark Humphrey           |                       |                       |
| général Stillmore           |                     | Stuart Margolin         |                       |                       |
| Anna                        |                     |                         | Rachel McLish         |                       |
| Kleiss                      |                     |                         | Paul Freeman          |                       |
| Wheeler                     |                     |                         |                       | Joanne Vannicola      |
| Peter Kane                  |                     |                         |                       | Max Piersig           |

## Box-office
| Film                    | Box-office Mondial  | Box-office - États-Unis - Canada | Box-office France   | Budget              |
| ----------------------- | ------------------- | -------------------------------- | ------------------- | ------------------- |
| Aigle de fer (1986)     | n/a                 | 24 159 872 $                     | 574 312 entrées     | 18 000 000 $        |
| L'Aigle de fer 2 (1988) | n/a                 | 10 497 324 $                     | n/a                 | n/a                 |
| Aigle de fer 3 (1992)   | n/a                 | 2 517 600 $                      | 22 476 entrées      | n/a                 |
| Aigle de fer 4 (1995)   | non sorti au cinéma | non sorti au cinéma              | non sorti au cinéma | non sorti au cinéma |